# SoftBank 106SH
AQUOS PHONE Xx 106SH（アクオスフォン ダブルエックス イチマルロクエスエイチ）は、シャープによって開発された、ソフトバンクモバイルの第3世代移動通信システム（SoftBank 3G）端末である。SoftBank スマートフォンシリーズのひとつ。OSはAndroid 4.0を搭載している。

## 概要
ソフトバンクモバイル向けのAQUOS PHONEシリーズのフラッグシップモデルであり、ULTRA SPEED(DC-HSDPA)に対応している。製品名の「Xx」は「extreme excellence」の略で「卓越した素晴らしさ」という意味が込められている。
他のAQUOS PHONEシリーズのフラッグシップモデルとの大きな違いは前述のDC-HSDPA対応のほか、プラチナバンドに対応している。また、ROMの容量も32GBとなっている。

## 搭載アプリ
- Google Play
- Google マップ
- Google トーク
- Google 音声検索
- Google+
- YouTube
- SH SHOW
- GALAPAGOS STORE
- スマートセキュリティ powered by McAfee
- Internet SagiWall
- コンテンツガイド
- 待ちうた
- ビューン

## その他機能
| 主な対応サービス       | 主な対応サービス | 主な対応サービス                       | 主な対応サービス |
| ---------------------- | ---------------- | -------------------------------------- | ---------------- |
| タッチパネル           | 4.7インチ HD液晶 | フルブラウザ                           | ULTRA SPEED      |
| バッテリー容量 1900mAh | Flash Player     | WiFi(IEEE 802.11b/g/n)                 | GPS              |
| 1210万画素カメラ       | ワンセグ         | デジタルオーディオプレーヤー(AAC)(WMA) | おサイフケータイ |
| Bluetooth              | 赤外線通信       | 緊急速報メール                         | 防水／防塵       |
| プラチナバンド(900MHz) | 32GB内蔵メモリ   | microSDXCメモリカード対応              | 世界対応ケータイ |

## 歴史
- 2012年5月29日 - ソフトバンクモバイルより発表。
- 2012年7月6日 - 発売開始。

## アップデート
2012年8月21日に以下の不具合の修正がソフトウェア更新によって行われた。
- ブラウザが強制終了する場合がある。